# Marco Melandri
Marco Melandri (Ravenna, 7 agosto 1982) è un pilota motociclistico italiano ritiratosi dall'attività agonistica, campione del mondo della classe 250 nel 2002 e primatista italiano di vittorie nel Campionato mondiale Superbike, con 22 successi.

## Biografia
Soprannominato Macio, è stato legato dal 2005 al 2020 a Manuela Raffaetà, modella e poi sua ombrellina. La coppia ha una figlia nata nel 2014 . Il 9 settembre 2020 ha annunciato il suo ritiro definitivo dalle competizioni.

## Carriera

### Pilota

#### Gli inizi
Incomincia la carriera nelle gare ciclistiche della BMX all'età di 5 anni, disputando anche prove di Coppa del Mondo. A 8 anni passa alle minimoto con le quali nel 1992 e nel 1994 è campione italiano, mentre nel 1993 deve accontentarsi del secondo posto. Scoperto da Loris Reggiani (che fino al termine del 2004 ha gestito gli interessi sportivi del pilota), nel 1996 vince la Coppa Honda. Nel 1997 è stato campione italiano della 125, diventando il più giovane a riuscire in questa impresa.

#### Motomondiale

##### Classe 125
Nel 1997 era però anche collaudatore della Honda per il mondiale della classe 125 e l'infortunio di Mirko Giansanti gli permette di esordire in un Gran Premio, quello della Repubblica Ceca, il 31 agosto, con un 17º posto. Dopo questa esperienza disputa quattro gare dell'Europeo, vincendone tre. L'anno seguente è pilota ufficiale con la Honda e, dopo essersi messo in mostra al Mugello sfiorando la vittoria, riesce a vincere due GP, quello d'Olanda corso ad Assen, grazie al quale diviene il più giovane pilota ad aver vinto un Gran Premio di motociclismo all'età di 15 anni e 324 giorni, e quello della Repubblica Ceca svoltosi a Brno, arrivando terzo nella classifica finale con 202 punti: soltanto i giapponesi Kazuto Sakata (che vince il mondiale con 229 punti) e Tomomi Manako (suo compagno di squadra che ottiene 217 punti) lo precedono nella classifica generale.
Nel corso della stagione ottiene anche cinque secondi posti (Italia, Francia, Madrid, Imola e Argentina), un terzo posto in Australia e tre pole position (Germania, Imola e Australia).
Nel 1999 Melandri partecipa sempre alla ottavo di litro e, dopo 0 punti nelle prime 3 gare (le prime due saltate per infortunio e il ritiro nella terza) riesce a vincere cinque Gran Premi, ovvero quelli in Germania, in Repubblica Ceca, ad Imola, in Australia ed in Argentina.
Nonostante ciò, arriva secondo in classifica generale, preceduto per un solo punto (227 a 226) dallo spagnolo Emilio Alzamora. In questa stagione l'iberico si aggiudica il titolo pur non vincendo nemmeno una gara, classificandosi in 5 occasioni secondo ed in altrettante occasioni terzo. Nel corso della stagione Melandri ottiene anche due secondi posti (Italia e Brasile), due terzi posti (Catalogna e Sudafrica) e tre pole position (Germania, Imola e Brasile). In questa stagione il suo compagno di squadra è stato Masao Azuma.

##### Classe 250

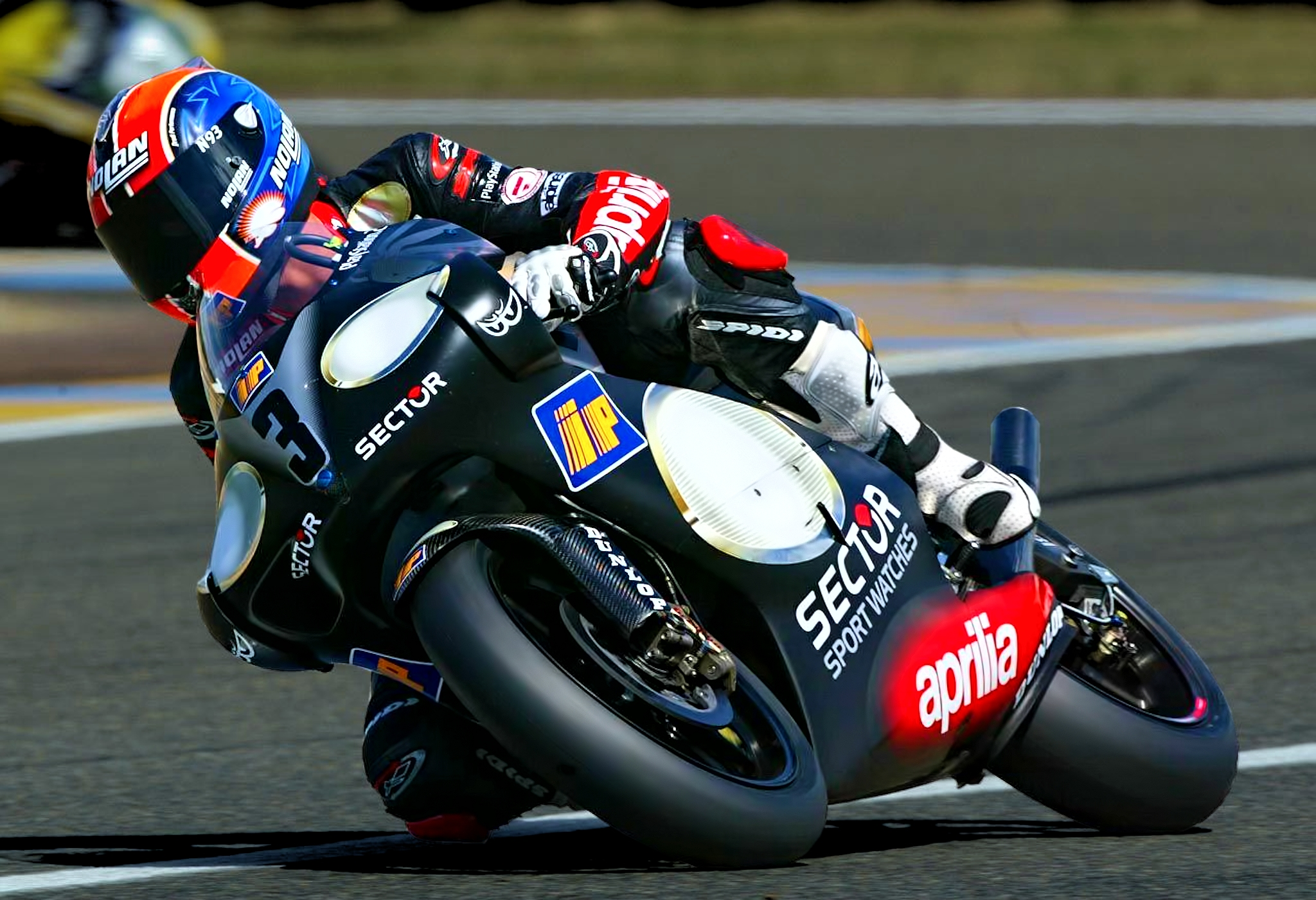
Melandri in piega sull'Aprilia RSV 250 del team ufficiale Aprilia Racing nella stagione iridata 2002.

L'anno successivo con l'Aprilia partecipa al mondiale classe 250. Al suo esordio in questa categoria ottiene un 13º posto in Sudafrica. Totalizza 159 punti (frutto tra l'altro di quattro terzi posti consecutivi in Portogallo, Valencia, Brasile e Pacifico) ed il quinto posto in classifica generale, dietro al francese Olivier Jacque ed ai giapponesi Shin'ya Nakano, Daijirō Katō e Tōru Ukawa. Ottiene anche una pole position in Brasile. Con il 3º posto in Portogallo, conquistato a 18 anni e 27 giorni, diviene il più giovane pilota a salire sul podio in 250, superando il precedente primato di Mike Hailwood.
Melandri viene confermato nella quarto di litro nel 2001, ma nonostante la prima vittoria ottenuta in 250, nel GP di Germania, ed i 9 podi stagionali è costretto ad accontentarsi del terzo posto in classifica generale con 194 punti, dietro a Daijiro Kato e Tetsuya Harada (suo compagno di squadra all'Aprilia). La sua stagione è infatti condizionata da numerose cadute e relativi infortuni (uno dei quali gli ha impedito di disputare il GP d'Australia). Nel corso della stagione ha ottenuto quattro secondi posti (Sudafrica, Repubblica Ceca, Portogallo e Brasile), quattro terzi posti (Spagna, Francia, Italia e Gran Bretagna).
Nel 2002 il pilota ravennate conquista il titolo mondiale vincendo 9 corse (in Sudafrica, Italia, Catalogna, Paesi Bassi, Gran Bretagna, Germania, Repubblica Ceca, Australia e Comunità Valenciana), di cui 6 consecutive dal Mugello a Brno, e ottenendo 298 punti. In classifica precede Fonsi Nieto ed è proprio vincendo per 7 millesimi di secondo dopo un duello con lo spagnolo che Melandri diventa Campione del mondo alla penultima gara della stagione a Phillip Island. Avendo vinto il mondiale a 20 anni, in quel momento, è stato il più giovane trionfatore della Classe 250, togliendo il record a Valentino Rossi (in seguito questo record è stato superato da Daniel Pedrosa prima e da Jorge Lorenzo poi, che hanno vinto il mondiale 250 a 19 anni). Nel corso della stagione ottiene anche tre secondi posti (Francia, Portogallo e Pacifico) e due pole position (Olanda e Comunità Valenciana).

##### MotoGP
Il mondiale vinto in 250 lo facilita nel passaggio in MotoGP, infatti nel 2003 firma con il team Fortuna Yamaha per guidare una YZR-M1 ufficiale, trovando come compagno di squadra l'esperto Carlos Checa. La stagione non è positiva per Melandri, a causa anche di due cadute che gli impedirono di disputare i GP di Giappone, Sudafrica e Comunità Valenciana. Il primo infortunio avviene nelle prove libere del venerdì del primo GP della stagione 2003, a Suzuka, quando cadendo si frattura entrambe le caviglie. Nel GP d'Australia, invece, dopo essere stato anche in testa alla corsa, cade mentre stava lottando per la seconda posizione, facendosi male alla clavicola e alla spalla destra, rendendo necessaria un'operazione. Il miglior risultato stagionale è stato un quinto posto a Motegi. A fine stagione è 15º con 45 punti.

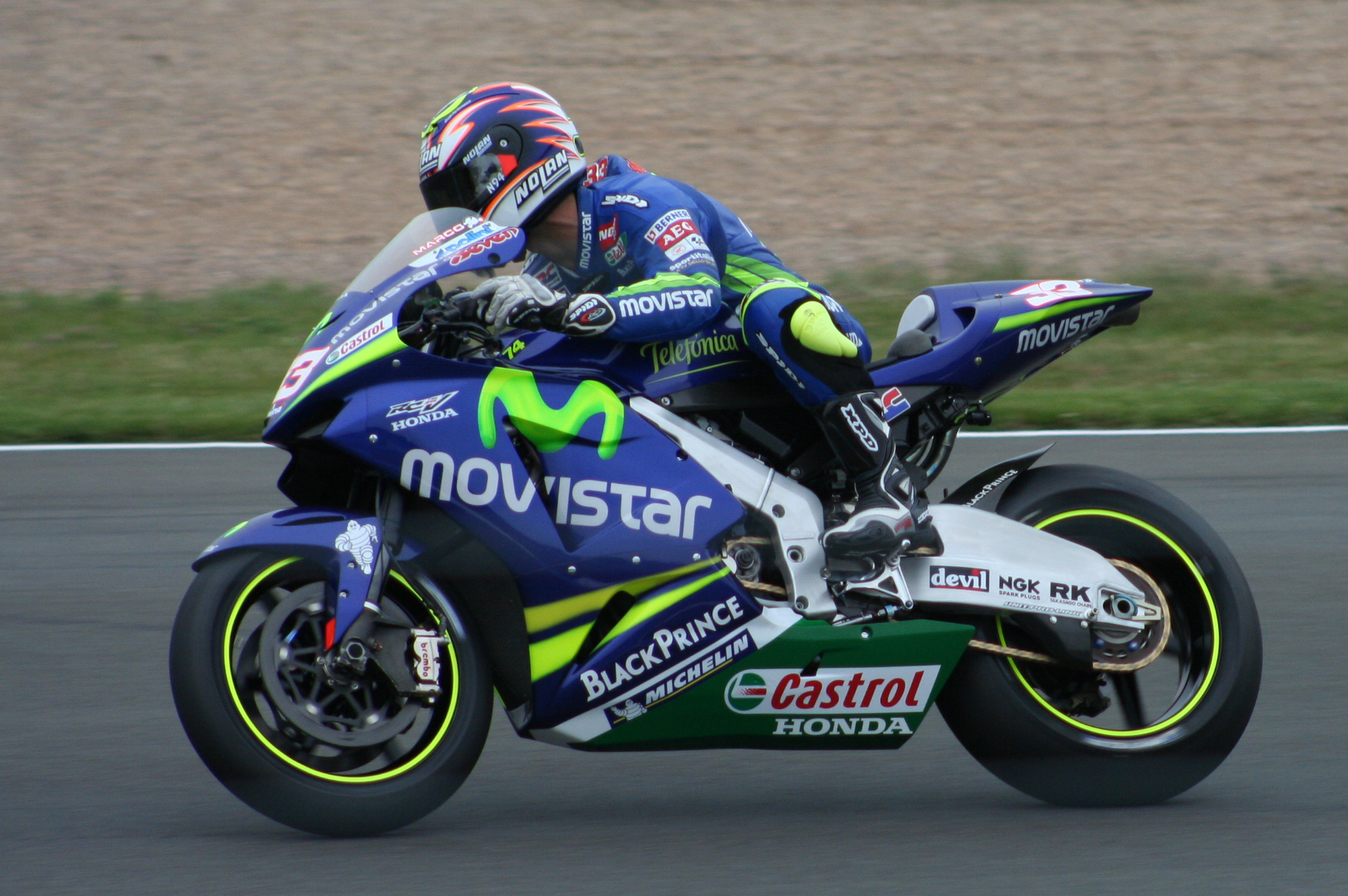
Melandri nel 2005 a Donington Park con la Honda rc211v del team gresini racing

Nel 2004, con l'arrivo di Valentino Rossi nel team ufficiale, Melandri viene trasferito nella squadra satellite, il team Fortuna Gauloises Tech 3 di Hervé Poncharal, con compagno di squadra Norifumi Abe. Al secondo appuntamento della stagione, a Jerez sul bagnato, va vicino al primo podio, cadendo a 9 giri dalla fine mentre si trovava in terza posizione. Riesce a conquistare il podio alla quinta gara, a Barcellona, quando si piazza dietro Rossi e Sete Gibernau, ripetendosi tredici giorni dopo ad Assen. A fine campionato però è solo 12º in classifica con 75 punti, complici ancora i tanti ritiri e una frattura alla mano che gli impedisce di disputare il GP di Gran Bretagna.
Nel 2005 passa alla RC211V del team Movistar Honda MotoGP di Fausto Gresini, dove nel corso della stagione trova regolarità, arrivando costantemente davanti al compagno Gibernau. Melandri centra il 3º posto a Jerez, in Cina e a Barcellona, il 2º posto ad Assen e in Qatar e alla fine vince 2 gare, in Turchia ed a Valencia, dove vince i duelli rispettivamente con Rossi e Nicky Hayden. Per cinque volte il ravennate si piazza al 4º posto, tra cui la gara del Mugello, dove è stato anche per qualche giro in testa, superando al decimo giro alla staccata della San Donato sia Max Biaggi che Valentino Rossi. A Motegi, Melandri, che si trovava in terza posizione, viene abbattuto dal sopraggiungente Rossi, colpevole di aver ritardato troppo la frenata. A fine campionato, Melandri arriva secondo nel Mondiale dietro a Rossi, totalizzando 70 punti in più di Gibernau (220 a 150).
Nel 2006 Melandri, affiancato da Toni Elías (il binomio verrà confermato anche per la stagione 2007), si è classificato quarto nel mondiale con 228 punti, a una lunghezza dal terzo, Capirossi (che l'ha sopravanzato all'ultima gara), e a 24 punti dal leader Hayden. Melandri si è piazzato 3º a Donington, dopo una "lotta" persa all'ultimo giro con Valentino Rossi, a Laguna Seca e a Motegi; si è piazzato 2º al Sachsenring dove è protagonista di una lunga lotta per il vertice con Rossi, con il quale si alterna varie volte al comando; vince di nuovo in Turchia (per il secondo anno consecutivo), nonostante la quattordicesima posizione in qualifica, dopo un appassionante duello con altri 3 piloti Honda: Casey Stoner (sorpassato alla penultima curva dell'ultimo giro), Daniel Pedrosa e Nicky Hayden. Vince anche a Le Mans rimontando e superando Pedrosa, e sotto la pioggia a Phillip Island. Nel corso della stagione è vittima insieme a Capirossi dell'incidente innescato da Gibernau alla partenza del Gran Premio di Catalogna, per i postumi del quale Melandri non correrà al meglio il successivo Gran Premio d'Olanda.

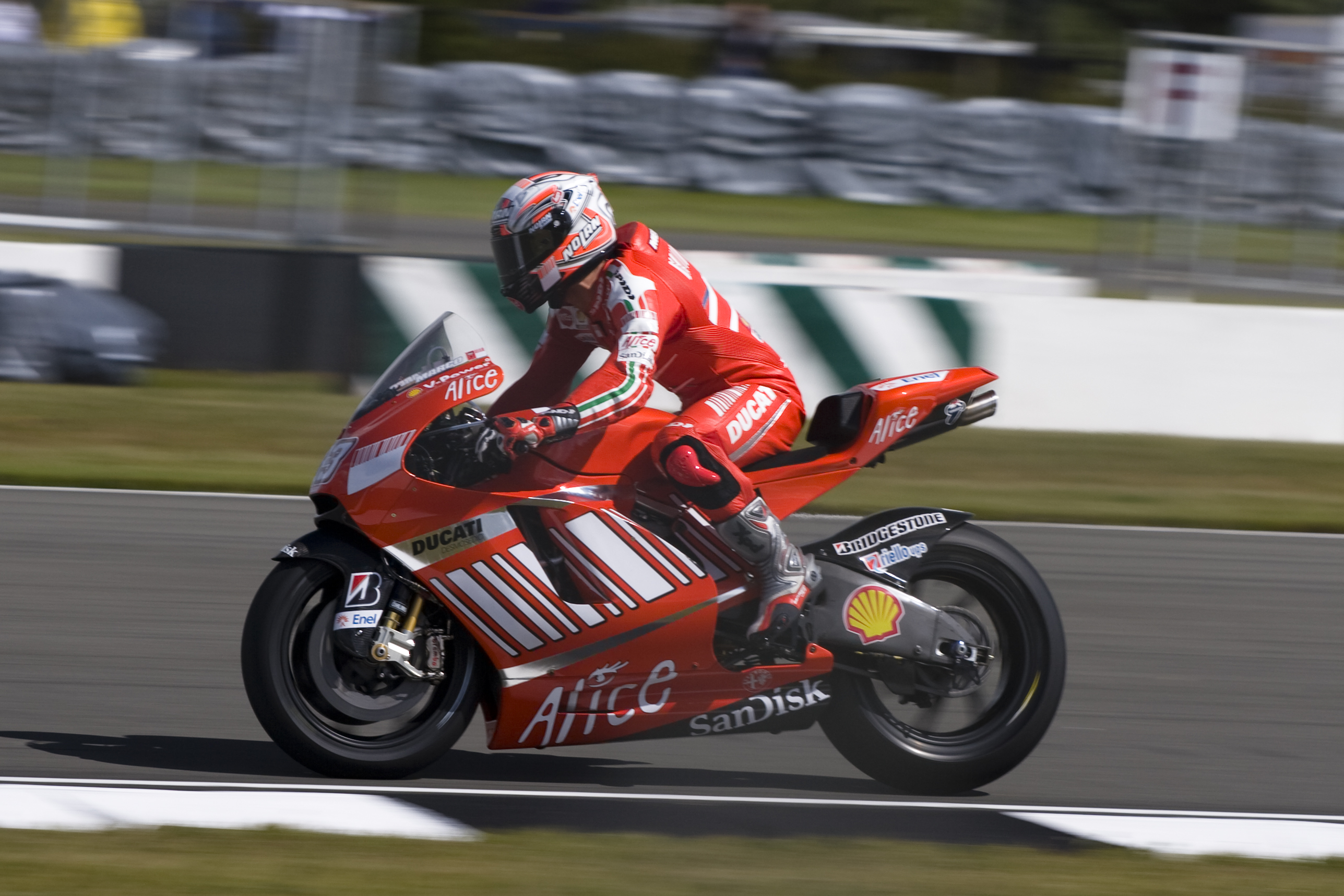
Melandri nel 2008 in frenata sulla Ducati Desmosedici del team ufficiale Ducati Corse.

Nella stagione 2007, quella del passaggio alle moto da 800 cm³, è ancora nel team Gresini, e ottiene 3 podi: sotto la pioggia in Francia arriva secondo, e così anche sull'asciutto in Malesia, dietro al futuro compagno di squadra Stoner; a Laguna Seca (nel giorno in cui ufficializza il suo passaggio al team ufficiale Ducati per la stagione successiva) arriva terzo, nonostante le difficili condizioni fisiche causate da una collisione innescata da Kurtis Roberts nelle qualifiche; a Motegi comanda per metà gara su pista bagnata che si sta asciugando, ma sbaglia il momento del "cambio moto" nella procedura del "flag to flag", terminando la corsa 5º. Nella classifica finale del mondiale si è piazzato 5º a 2 punti dalla Suzuki di John Hopkins che l'ha superato all'ultima gara (189 a 187). In questa stagione però è stato costretto a saltare il GP di Repubblica Ceca a causa di un'ernia cervicale. Durante i tre anni nel team Honda Gresini, Melandri in classifica generale si è sempre classificato primo tra i piloti che gareggiavano con un team satellite.
Nella stagione 2008 ha ottenuto come miglior risultato un 5º posto nel Gran Premio della Cina. Il ravennate, che aveva firmato un biennale con Ducati, visti i risultati non soddisfacenti ottenuti nel corso della stagione ha rescisso il contratto per l'anno 2009, finendo comunque la stagione in sella alla "Rossa" di Borgo Panigale al 17º posto con 51 punti. Dopo il Gran Premio motociclistico di Indianapolis 2008 ha firmato in vista del 2009 per la Kawasaki, che però, a causa della crisi economica internazionale, il 30 dicembre 2008 si è ritirata ufficialmente dalla categoria.
Il 1º marzo 2009, a seguito di pressioni della Dorna, quando tutti gli altri concorrenti del Motomondiale avevano già abbondantemente cominciato i test e lo sviluppo dei nuovi prototipi, viene annunciata la partecipazione di Melandri nel campionato della classe regina con il team Hayate Racing, equipaggiato dalla Kawasaki ZX-RR, ma senza la possibilità di continuare a svilupparla: per confermare lo status di pilota non ufficiale la storica livrea verde viene sostituita da una livrea nera. L'inizio di stagione è buono, visto che si piazza sesto a Motegi (primo tra le moto private), quinto a Jerez e addirittura secondo dietro al vincitore Jorge Lorenzo a Le Mans, su pista bagnata in progressivo asciugamento. In questa occasione Melandri centra il ventesimo podio in MotoGP. Nel corso del successivo Gran Premio, al Mugello, Melandri, partito dalla 15ª posizione, scala la classifica fino ad essere addirittura al primo posto all'undicesimo giro (su ventitré), poco prima che avvenga il "flag to flag" (i piloti vanno ai box a prendere la moto "da asciutto" per via delle mutate condizioni meteorologiche); ma a quel punto con la nuova moto non trova feeling e scivola fino all'undicesima posizione. A Brno incappa nel primo ritiro dell'anno, quando, mentre si trovava in 8ª posizione alla fine del penultimo giro, viene centrato da Mika Kallio. A fine stagione Melandri si classifica decimo nel Mondiale con 108 punti, anche se fino a prima dell'ultima gara di Valencia si trovava in settima posizione.

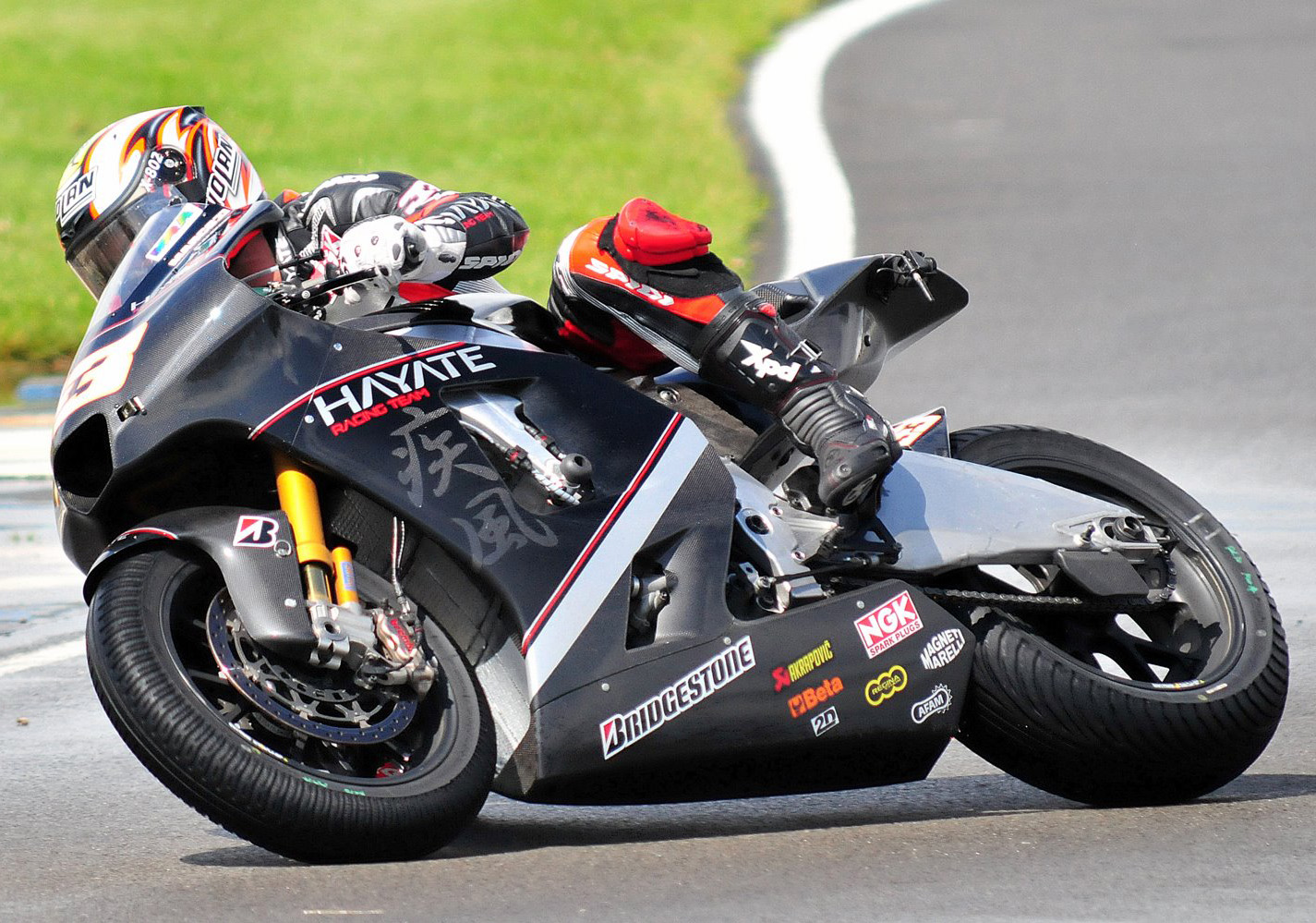
Melandri in piega nel 2009 con la Kawasaki del team Hayate Racing.

Il 15 agosto 2009 il team Honda Gresini Racing ha annunciato il ritorno di Melandri per la stagione 2010, come compagno di squadra di Marco Simoncelli (che però, a differenza di Melandri, è pilota semi-ufficiale Honda, avendo un contratto direttamente con HRC). Nel 2010 è costretto a saltare il GP d'Olanda a causa della lussazione della spalla sinistra rimediata nelle prove libere del GP. Conclude il campionato in 10ª posizione con 103 punti, con il 5º posto al Mugello, dopo una lunga lotta terminata sul traguardo con Casey Stoner (4º) e Randy de Puniet (6º), come miglior risultato stagionale.
Dopo quattro stagioni in Superbike, il 10 novembre 2014 è stato annunciato per il 2015 il ritorno in MotoGP di Melandri, insieme ad Aprilia, tornata ad impegnarsi ufficialmente nella massima cilindrata del Motomondiale con l'appoggio del Team Gresini, squadra per cui in passato Melandri, a bordo di una Honda satellite, aveva già corso in MotoGP per quattro stagioni. L'8 luglio 2015, dopo otto gran premi con due piazzamenti al 18º posto come migliori risultati, Melandri ed Aprilia hanno deciso di risolvere consensualmente il contratto vista la reciproca insoddisfazione.

#### Campionato mondiale Superbike
Il 5 settembre 2010 annuncia il suo passaggio nel Mondiale Superbike per la stagione 2011 in sella alla Yamaha YZF R1 nel team Yamaha World Superbike. Nel week-end d'esordio, il 27 febbraio 2011, a Phillip Island, in Gara2 ottiene il suo primo podio (3º posto), dietro Max Biaggi, con cui ingaggia una lotta per oltre metà corsa, nonostante il ravennate non fosse ancora in perfetta forma dopo l'operazione alla spalla destra subita circa due mesi prima. Nel round successivo, il 27 marzo, sul circuito di Donington, in Gara1 ottiene la sua prima vittoria nel Mondiale Superbike, rimontando dalla decima posizione in cui si trovava dopo la terza curva. Anche in Gara2 rimonta fino alle posizioni di testa, ma nel frattempo Carlos Checa, scattato dalla pole, guadagna un consistente margine che gli permette di arrivare primo al traguardo; Melandri conclude comunque al 2º posto.
Il 19 giugno sul circuito di Aragon, dopo aver ottenuto la sua prima Superpole, ottiene la vittoria in Gara1, davanti a Max Biaggi, mentre in Gara2 si piazza al 2º posto proprio alle spalle del pilota romano, dopo aver rischiato di cadere mentre gli era in scia. Nel round successivo, il 10 luglio a Brno, si ripete il duello tra i due piloti italiani, ma con molta più lotta e sorpassi per la prima piazza. L'epilogo però è lo stesso di Aragon, Gara1 a Melandri, Gara2 a Biaggi, scattato dalla pole. Il 1º agosto, quando la Yamaha avrebbe dovuto annunciare l'automatico rinnovo del contratto con Melandri (vista la sua presenza nelle prime 3 posizioni della classifica piloti), la casa giapponese ha invece annunciato che nel 2012 non avrebbe corso in forma ufficiale nel Mondiale, svincolando quindi il pilota, che il 2 ottobre ha firmato un contratto con BMW valido per le due stagioni successive del Mondiale Sbk. Lo stesso giorno, a Magny-Cours, si è piazzato due volte secondo dopo aver rimontato in entrambe le manche diverse posizioni; con questi piazzamenti è divenuto matematicamente vice-campione del Mondo 2011 (dietro Carlos Checa) con un round di anticipo. Il 16 ottobre in Gara2 a Portimão, l'ultima della stagione, saluta la Yamaha con una vittoria, dopo una lotta serrata con Jonathan Rea e il compagno di squadra Eugene Laverty, superato a quattro giri dal termine della corsa. Conclude così la sua prima stagione nel Mondiale Superbike con 395 punti ed il 2º posto nella Classifica Piloti.
Il 26 febbraio 2012 nel round di Phillip Island, alla gara d'esordio con la BMW S 1000 RR ufficiale del team BMW Motorrad Motorsport, conquista il 2º posto dopo esser scattato dalla tredicesima posizione guadagnata in qualifica, e ottiene subito il miglior risultato mai conquistato nel Campionato mondiale Superbike da BMW, presente nella categoria dall'inizio della stagione 2009. Il 13 maggio in Gara1 a Donington conquista la prima vittoria della casa tedesca, dopo una lunga lotta fatta di tanti sorpassi con il compagno di squadra Leon Haslam, Tom Sykes e Max Biaggi; in Gara2 la bagarre tra questi piloti si ripete con l'aggiunta al vertice anche di Jonathan Rea: la corsa si risolve all'ultima curva quando Rea, che vincerà la gara, provoca con un contatto la caduta di Haslam, la cui moto va a travolgere Melandri, che si ritira. Il 28 maggio Melandri ottiene in Gara2 al Miller la seconda vittoria stagionale, dopo un duello serrato con Rea, concluso con un sorpasso del ravennate sull'inglese all'ultimo giro; in Gara1, scattato dalla nona posizione, si era piazzato alle spalle del vincitore Carlos Checa. Il 1º luglio ad Aragon conclude Gara1 alle spalle di Biaggi dopo un duello lungo tutta la gara; in Gara2 Melandri riesce a mettersi alle spalle al traguardo dopo una serie di sorpassi le tre Aprilia in pista, nell'ordine Eugene Laverty, Chaz Davies e Max Biaggi.
Il 22 luglio a Brno ottiene la prima doppietta in Superbike (prima doppietta anche per BMW): in Gara1, dopo un avvio sull'umido, la pista si asciuga e Melandri, 8º all'undicesimo giro (su venti), comincia a rimontare fino a raggiungere la vittoria; in Gara2, invece, vince dopo un duello con Sykes, concluso all'ultimo giro con il sorpasso decisivo ai danni dell'inglese. Il 26 agosto a Mosca ottiene un secondo posto e una vittoria, arrivata dopo il sorpasso decisivo effettuato al 15º giro su Sykes, che aveva vinto Gara1. Questa affermazione nel round russo consente al ravennate di balzare in testa alla Classifica Piloti con 18,5 punti di vantaggio su Biaggi. Melandri perde però la vetta del Mondiale a favore del connazionale nel round successivo al Nürburgring, quando incappa in due cadute: in Gara1 allorché si trovava al 3º posto alle spalle di Sykes e Biaggi e in Gara2 mentre era al comando della corsa. Tuttavia è a Portimão che Melandri perde la possibilità concreta di arrivare al titolo, quando in Gara1 al primo giro, sul bagnato, entra in contatto con Biaggi, provocando la propria caduta oltre a quella di Chaz Davies e Davide Giugliano; alcuni giri dopo la gara viene neutralizzata per olio in pista e Melandri, oltre naturalmente a non prendere il via alla nuova partenza, non parte nemmeno in Gara2 a causa dei postumi dell'incidente, visto che nella carambola era stato colpito dalla ruota anteriore di Davies. Recupera comunque in tempo per il round finale della stagione a Magny-Cours, dove in Gara1 arriva secondo sul bagnato dietro a Sylvain Guintoli, mantenendo ancora, ad una corsa dal termine del campionato, la possibilità aritmetica di diventare Campione del mondo; tuttavia la partita ormai è tra Biaggi e Sykes, e Melandri in Gara2, disputata su pista umida, cade dopo pochi giri. Si piazza così 3º nella Classifica Piloti con 328,5 punti.
Nel 2013 Melandri ha l'occasione di correre per il secondo anno consecutivo con la stessa moto, ma non tutto è invariato rispetto al 2012: Bmw ha ritirato il team interno e le moto tedesche nel 2013 sono gestite dalla filiale italiana. La stagione nel BMW Motorrad SBK Team inizia il 24 febbraio a Phillip Island con un incidente in Gara1, visto che Melandri, mentre si trovava in zona podio, è centrato da Checa in staccata. In Gara2 conquista il primo podio stagionale, piazzandosi alle spalle delle Aprilia ufficiali di Laverty e Guintoli. Dopo la trasferta australiana, sfruttando la pausa di circa un mese e mezzo anteriore al secondo round, Melandri si opera alla spalla destra per eliminare alcuni problemi che gli causavano dolore. Il 28 aprile ad Assen il pilota ravennate rompe la catena nel giro di ricognizione di Gara1, non potendo così neanche prendere il via della corsa. Il 12 maggio a Monza in Gara1 arriva invece la prima vittoria stagionale, ottenuta dopo una lotta serrata con Tom Sykes e Eugene Laverty: il sorpasso decisivo, compiuto sul nordirlandese, avviene all'ultimo giro alla Parabolica, l'ultima curva. Melandri così restituisce a Laverty la stessa moneta, visto che due anni prima, quando erano compagni di squadra, la stessa cosa era avvenuta a parti invertite. A Portimão il 9 giugno, Melandri vince Gara1 dopo un acceso duello con Sylvain Guintoli; in Gara2 poi, arriva dodicesimo a causa di una gomma fallata.
Nel round russo del 21 luglio, nell'unica manche disputata, la corsa inizia sull'asciutto ma poi inizia a piovere sempre più intensamente, così i piloti si fermano a pochi giri dal termine a mettere le gomme da bagnato: subito dopo la sosta ai box, Melandri passa il compagno di squadra Chaz Davies e fa il vuoto, andando a vincere sotto il diluvio. Il 1º settembre al Nürburgring, in Gara1, all'inizio del penultimo giro il pilota numero 33 supera Sykes e va in testa; tuttavia poco dopo la gara termina a causa di una bandiera rossa, con classifica finale determinata dal passaggio sul traguardo nel passaggio precedente, quando Melandri era ancora secondo. In Gara2 è ancora una bandiera rossa al penultimo giro a chiudere anticipatamente la contesa, mentre Melandri si trovava in scia a Davies e Laverty in vista del rush finale. La stagione si chiude il 20 ottobre a Jerez, quando Melandri in Gara1 saluta la BMW con un 2º posto: la corsa si risolve all'ultima curva quando il numero 33 difende la traiettoria interna e Laverty lo supera sfilando all'esterno. A causa dei postumi di un infortunio casalingo e dello sforzo profuso nella prima gara, Melandri è costretto a saltare la seconda manche, concludendo anzitempo la stagione. La sua annata si conclude con 359 punti e il 4º posto nella Classifica Piloti.
Il 1º novembre 2013, dopo aver già svolto nei giorni precedenti dei test con la RSV4, è libero di annunciare il passaggio nella squadra ufficiale Aprilia. L'esordio con l'Aprilia Racing Team avviene il 23 febbraio 2014, quando Melandri si piazza 2º nella corsa inaugurale della stagione, Gara1 a Phillip Island. Nel round successivo, il 13 aprile ad Aragon, in Gara2 lotta per la vittoria fino all'ultima staccata, quando nel disperato tentativo di superare Tom Sykes va leggermente lungo, perdendo anche la seconda piazza a favore di Loris Baz. Il 25 maggio a Donington, in Gara2, mentre stava lottando in zona podio, è agganciato in curva dalla moto di Alex Lowes; Melandri può ripartire dopo l'incidente, ma dall'ultima posizione, così è impossibilitato ad andare a punti. L'8 giugno a Sepang conquista contemporaneamente la prima vittoria e la prima doppietta con l'Aprilia (la seconda della carriera nel Mondiale Superbike di Melandri); entrambe le vittorie arrivano dopo aver vinto il duello con il compagno di squadra Sylvain Guintoli. Il 6 luglio a Portimão, mentre in Gara2 sul bagnato stava preparandosi a superare il leader della corsa Jonathan Rea dopo aver ricucito un grande svantaggio, viene abbattuto da Guintoli. A Laguna Seca, il 13 luglio, vince Gara1 dopo aver condotto la corsa sin dalle battute iniziali. Gara2 è interrotta da due bandiera rosse, e alla terza ripartenza, una mini gara di 7 giri, Melandri cade alla fine della seconda tornata mentre si trovava in testa.
Il 7 settembre a Jerez, il ravennate centra un'altra doppietta; in Gara1, sesto nei primi giri, rimonta strada facendo posizioni e a qualche giro dalla fine sferra il sorpasso decisivo su Guintoli, andando a vincere in fuga. Anche in Gara2 si rende protagonista di una progressione: quinto alla fine del primo giro, rimonta velocemente fino alla terza piazza, per poi superare a circa metà gara Sykes e a pressappoco tre quarti di gara Guintoli, andando a vincere in solitaria. A Magny-Cours, il 5 ottobre, vanno in scena due gare corse sul bagnato: in Gara1, a pochi giri dalla fine, Melandri, che si trovava in testa, seguendo un ordine di scuderia lascia la vittoria al compagno di squadra Guintoli, ancora in lotta per il Mondiale con Sykes. In Gara2 la situazione si ripete, visto che Melandri si trova al comando nella fase finale della corsa, con alle sue spalle Guintoli; dal muretto dei box arriva dalla scuderia la stessa richiesta della gara precedente, ma in questo caso il ravennate decide di andare a prendersi la vittoria. Conclude il campionato in quarta posizione con 333 punti, a una lunghezza dal terzo classificato Jonathan Rea, che l'ha scavalcato all'ultima gara. Le performances di Melandri risultano decisive per permettere ad Aprilia di centrare anche il titolo costruttori in questa stagione.
Il 28 luglio 2016 viene annunciato il suo ingaggio da parte della Ducati per il campionato successivo, che segna dopo due stagioni di distacco il rientro del ravennate nel mondiale delle derivate di serie. Il 26 febbraio 2017, in occasione di Gara 2 del round d'apertura del campionato a Phillip Island, conquista il podio arrivando 3º a ridosso di Jonathan Rea e del compagno di squadra Chaz Davies, dopo esser stato in tredicesima posizione nel corso del primo giro e aver condotto poi la gara per alcune tornate. Il 18 giugno in gara 2 a Misano, dopo esser scattato dalla decima piazza, vince per la prima volta in sella alla Panigale; questo successo equivale alla centesima vittoria per un pilota italiano nel Mondiale Superbike, venti delle quali ottenute proprio da Melandri. Va vicino a ripetersi il 21 ottobre in Gara 1 a Jerez, quando parte dalla pole e transita in testa a quattro tornate dal termine, ma, appena dopo aver fatto segnare il giro più veloce, è costretto al ritiro a causa di un guasto meccanico. L'indomani in Gara 2, al termine di una complicata rimonta agguanta il secondo posto alle spalle di Jonathan Rea. Termina la stagione in quarta posizione con 327 punti ottenuti.
Il 24 febbraio 2018, nel round d'avvio del mondiale a Phillip Island, sempre in sella alla Ducati, ottiene la doppietta, vincendo Gara 1 dopo aver superato le Kawasaki di Jonathan Rea e Tom Sykes e Gara 2 battendo in volata lo stesso Rea. Quest'ultimo successo, il suo ventiduesimo nel mondiale, lo porta ad essere il pilota italiano con più vittorie nella categoria, superando Max Biaggi.
Il 10 giugno a Brno in gara 1 conclude 2º alle spalle di Rea, mentre in gara 2 dopo essere stato in testa alla corsa, per un problema al freno posteriore finisce dritto nella ghiaia e conclude 15º. Ottiene altri cinque podi giungendo 3º in gara 2 a Misano, Portimâo e San Juan e 2º in gara 1 a Portimâo e San Juan. Chiude la stagione al quinto posto in classifica, con 297 punti all'attivo.
Il 9 novembre 2018 viene annunciato il suo ingaggio per l'annata successiva nel team GRT, debuttante nella categoria, per mezzo del quale ha a disposizione una Yamaha YZF-R1 con la quale prende parte anche al Trofeo Indipendenti. Il compagno di squadra è l'esordiente Sandro Cortese. Il 23 febbraio 2019 raggiunge il 3º posto a Phillip Island alla prima gara con la nuova squadra. Ottiene altri due piazzamenti a podio in stagione (due terzi posti a Jerez) e chiude al nono posto in classifica mondiale con 177 punti all'attivo. Per quanto concerne la graduatoria del Trofeo Indipendenti, dopo esserne stato al comando per metà stagione, chiude secondo alle spalle di Toprak Razgatlıoğlu. Come annunciato il 9 luglio 2019, a fine stagione si ritira dalle competizioni.
Il 16 luglio 2020 viene ufficializzato il suo ritorno nel Mondiale Superbike, in sella alla Ducati V4 del team Barni; il pilota, chiamato in sostituzione dell'infortunato Leon Camier, partecipa al mondiale 2020 a partire dal secondo round in calendario, a seguito dell'emergenza sanitaria dovuta alla COVID-19. Dopo quattro round disputati, con un ottavo posto a Jerez nella gara d'esordio come miglior risultato, il 9 settembre decide di abbandonare definitivamente la carriera agonistica. Con all'attivo metà delle gare rispetto al calendario della stagione 2020, in classifica è piazzato al 17º posto con 23 punti, settimo nel Trofeo Indipendenti.

### Dopo il ritiro
Nel 2022 partecipa come concorrente alla sedicesima edizione del reality show L'isola dei famosi.
Nel 2024 partecipa come concorrente alla quarta edizione del docu-reality La talpa.

#### Controversie
Nel gennaio 2022, nell'ambito della pandemia da COVID-19 in Italia, ha dichiarato alla rivista digitale Mow di aver contratto deliberatamente la COVID-19 per ottenere il green pass, esprimendo altresì posizioni molto scettiche sull'utilità del vaccini e sostenendo di essere «contro le violazioni della libertà. La Costituzione ci dice che siamo liberi di scegliere e di sceglierci con cosa curarci, mentre questo Governo ci ha definitivamente cagato sopra». Si tratta di posizioni non nuove per Melandri, che ha partecipato in altre occasioni a manifestazioni No Vax.
Dopo le polemiche sorte a seguito delle sue dichiarazioni – definite «indegne» e «pericolose» dal sottosegretario all'Interno Carlo Sibilia – Melandri ha ritrattato le sue dichiarazioni su Instagram:
A seguito della vicenda, Trentino Marketing, uno degli sponsor del motociclista, ha espresso l'intenzione di non rinnovare l’accordo di collaborazione in seguito ai contenuti dell’intervista.

## Risultati in gara

### Motomondiale

#### Classe 125
| 1997 | Classe | Moto  |  |  |  |  |  |  |  |  |  |  |  |    |  |  |  |  | Punti | Pos. |
| ---- | ------ | ----- |  |  |  |  |  |  |  |  |  |  |  | -- |  |  |  |  | ----- | ---- |
| 1997 | 125    | Honda |  |  |  |  |  |  |  |  |  |  |  | 17 |  |  |  |  | 0     |      |

| 1998 | Classe | Moto  |    |     |    |   |   |   |   |   |    |   |   |   |   |   |  |  | Punti | Pos. |
| ---- | ------ | ----- | -- | --- | -- | - | - | - | - | - | -- | - | - | - | - | - |  |  | ----- | ---- |
| 1998 | 125    | Honda | 10 | Rit | 10 | 2 | 2 | 2 | 1 | 4 | 13 | 1 | 2 | 8 | 3 | 2 |  |  | 202   | 3º   |

| 1999 | Classe | Moto  |    |     |     |   |   |   |   |   |   |   |   |     |   |   |   |   | Punti | Pos. |
| ---- | ------ | ----- | -- | --- | --- | - | - | - | - | - | - | - | - | --- | - | - | - | - | ----- | ---- |
| 1999 | 125    | Honda | NQ | Inf | Rit | 6 | 2 | 3 | 8 | 5 | 1 | 1 | 1 | Rit | 1 | 3 | 2 | 1 | 226   | 2º   |

| Legenda | 1º posto        | 2º posto            | 3º posto            | A punti      | Senza punti        | Grassetto – Pole position Corsivo – Giro più veloce |
| Legenda | Gara non valida | Non qual./Non part. | Ritirato/Non class. | Squalificato | '-' Dato non disp. | Grassetto – Pole position Corsivo – Giro più veloce |

#### Classe 250
| 2000 | Classe | Moto    |    |   |   |   |   |   |   |     |     |     |   |   |   |   |   |   | Punti | Pos. |
| ---- | ------ | ------- | -- | - | - | - | - | - | - | --- | --- | --- | - | - | - | - | - | - | ----- | ---- |
| 2000 | 250    | Aprilia | 13 | 5 | 5 | 6 | 4 | 4 | 6 | Rit | Rit | Rit | 4 | 3 | 3 | 3 | 3 | 5 | 159   | 5º   |

| 2001 | Classe | Moto    |   |   |   |   |   |     |   |   |   |   |   |     |     |    |    |   | Punti | Pos. |
| ---- | ------ | ------- | - | - | - | - | - | --- | - | - | - | - | - | --- | --- | -- | -- | - | ----- | ---- |
| 2001 | 250    | Aprilia | 6 | 2 | 3 | 3 | 3 | Rit | 6 | 3 | 1 | 2 | 2 | Rit | Rit | NP | 11 | 2 | 194   | 3º   |

| 2002 | Classe | Moto    |     |   |     |   |   |   |   |   |   |   |   |   |   |     |   |   | Punti | Pos. |
| ---- | ------ | ------- | --- | - | --- | - | - | - | - | - | - | - | - | - | - | --- | - | - | ----- | ---- |
| 2002 | 250    | Aprilia | Rit | 1 | Rit | 2 | 1 | 1 | 1 | 1 | 1 | 1 | 2 | 4 | 2 | Rit | 1 | 1 | 298   | 1º   |

| Legenda | 1º posto        | 2º posto            | 3º posto            | A punti      | Senza punti        | Grassetto – Pole position Corsivo – Giro più veloce |
| Legenda | Gara non valida | Non qual./Non part. | Ritirato/Non class. | Squalificato | '-' Dato non disp. | Grassetto – Pole position Corsivo – Giro più veloce |

#### MotoGP
| 2003 | Classe | Moto   |    |     |    |    |    |    |     |     |     |    |   |    |   |    |     |     |  |  | Punti | Pos. |
| ---- | ------ | ------ | -- | --- | -- | -- | -- | -- | --- | --- | --- | -- | - | -- | - | -- | --- | --- |  |  | ----- | ---- |
| 2003 | MotoGP | Yamaha | NQ | Inf | 17 | 15 | 11 | 13 | Rit | Rit | Rit | 10 | 7 | 11 | 5 | 11 | Rit | Inf |  |  | 45    | 15º  |

| 2004 | Classe | Moto   |    |     |   |   |   |   |    |     |    |   |     |   |     |     |     |     |  |  | Punti | Pos. |
| ---- | ------ | ------ | -- | --- | - | - | - | - | -- | --- | -- | - | --- | - | --- | --- | --- | --- |  |  | ----- | ---- |
| 2004 | MotoGP | Yamaha | 11 | Rit | 6 | 9 | 3 | 3 | 13 | Rit | NP | 9 | Rit | 5 | Rit | Rit | Rit | Rit |  |  | 75    | 12º  |

| 2005 | Classe | Moto  |   |   |   |   |   |   |   |     |     |   |   |     |   |   |   |   |   |  | Punti | Pos. |
| ---- | ------ | ----- | - | - | - | - | - | - | - | --- | --- | - | - | --- | - | - | - | - | - |  | ----- | ---- |
| 2005 | MotoGP | Honda | 3 | 4 | 3 | 4 | 4 | 3 | 2 | Rit | Rit | 7 | 6 | Rit | 5 | 2 | 4 | 1 | 1 |  | 220   | 2º   |

| 2006 | Classe | Moto  |   |   |   |   |   |   |     |   |   |   |   |   |   |   |   |   |   |  | Punti | Pos. |
| ---- | ------ | ----- | - | - | - | - | - | - | --- | - | - | - | - | - | - | - | - | - | - |  | ----- | ---- |
| 2006 | MotoGP | Honda | 5 | 7 | 1 | 7 | 1 | 6 | Rit | 7 | 3 | 2 | 3 | 5 | 9 | 1 | 3 | 8 | 5 |  | 228   | 4º   |

| 2007 | Classe | Moto  |   |   |   |   |   |   |   |    |    |   |   |    |   |   |   |    |   |   | Punti | Pos. |
| ---- | ------ | ----- | - | - | - | - | - | - | - | -- | -- | - | - | -- | - | - | - | -- | - | - | ----- | ---- |
| 2007 | MotoGP | Honda | 5 | 8 | 5 | 5 | 2 | 9 | 9 | 10 | 10 | 6 | 3 | NQ | 4 | 5 | 5 | 10 | 2 | 4 | 187   | 5º   |

| 2008 | Classe | Moto   |    |    |    |   |    |     |    |    |    |     |    |   |   |    |    |    |    |    | Punti | Pos. |
| ---- | ------ | ------ | -- | -- | -- | - | -- | --- | -- | -- | -- | --- | -- | - | - | -- | -- | -- | -- | -- | ----- | ---- |
| 2008 | MotoGP | Ducati | 11 | 12 | 13 | 5 | 15 | Rit | 11 | 16 | 13 | Rit | 16 | 7 | 9 | 19 | 13 | 16 | 16 | 16 | 51    | 17º  |

| 2009 | Classe | Moto     |    |   |   |   |    |    |    |    |   |   |     |     |   |    |   |   |    |  | Punti | Pos. |
| ---- | ------ | -------- | -- | - | - | - | -- | -- | -- | -- | - | - | --- | --- | - | -- | - | - | -- |  | ----- | ---- |
| 2009 | MotoGP | Kawasaki | 14 | 6 | 5 | 2 | 11 | 14 | 11 | 10 | 7 | 7 | Rit | Rit | 8 | 12 | 7 | 8 | 17 |  | 108   | 10º  |

| 2010 | Classe | Moto  |    |   |   |   |     |    |   |    |   |   |     |    |   |    |   |   |   |    | Punti | Pos. |
| ---- | ------ | ----- | -- | - | - | - | --- | -- | - | -- | - | - | --- | -- | - | -- | - | - | - | -- | ----- | ---- |
| 2010 | MotoGP | Honda | 13 | 8 | 6 | 5 | Rit | NP | 9 | 10 | 8 | 8 | Rit | 10 | 9 | 11 | 9 | 9 | 9 | 13 | 103   | 10º  |

| 2015 | Classe | Moto    |    |     |    |    |    |    |     |    |  |  |  |  |  |  |  |  |  |  | Punti | Pos. |
| ---- | ------ | ------- | -- | --- | -- | -- | -- | -- | --- | -- |  |  |  |  |  |  |  |  |  |  | ----- | ---- |
| 2015 | MotoGP | Aprilia | 21 | Rit | 20 | 19 | 18 | 18 | Rit | 19 |  |  |  |  |  |  |  |  |  |  | 0     |      |

| Legenda | 1º posto        | 2º posto            | 3º posto            | A punti      | Senza punti        | Grassetto – Pole position Corsivo – Giro più veloce |
| Legenda | Gara non valida | Non qual./Non part. | Ritirato/Non class. | Squalificato | '-' Dato non disp. | Grassetto – Pole position Corsivo – Giro più veloce |

### Campionato Mondiale Superbike
| 2011 | Moto   |   |   |   |   |   |     |   |   |    |   |   |     |   |   |   |   |   |   |   |   |   |   |   |   |   |   |  |  | Punti | Pos. |
| ---- | ------ | - | - | - | - | - | --- | - | - | -- | - | - | --- | - | - | - | - | - | - | - | - | - | - | - | - | - | - |  |  | ----- | ---- |
| 2011 | Yamaha | 5 | 3 | 1 | 2 | 4 | Rit | 4 | 2 | 10 | 6 | 3 | Rit | 1 | 2 | 1 | 2 | 3 | 3 | 2 | 6 | 8 | 6 | 2 | 2 | 6 | 1 |  |  | 395   | 2º   |

| 2012 | Moto |   |   |   |    |   |   |    |   |   |     |   |   |     |   |   |   |   |   |   |   |   |   |     |     |     |    |   |     | Punti | Pos. |
| ---- | ---- | - | - | - | -- | - | - | -- | - | - | --- | - | - | --- | - | - | - | - | - | - | - | - | - | --- | --- | --- | -- | - | --- | ----- | ---- |
| 2012 | BMW  | 2 | 6 | 6 | 10 | 9 | 4 | AN | 4 | 1 | Rit | 2 | 1 | Rit | 4 | 2 | 1 | 1 | 1 | 7 | 8 | 2 | 1 | Rit | Rit | Rit | NP | 2 | Rit | 328,5 | 3º   |

| 2013 | Moto |     |   |   |   |     |   |   |   |   |   |   |    |   |   |   |    |   |   |   |   |   |   |   |   |   |   |   |    | Punti | Pos. |
| ---- | ---- | --- | - | - | - | --- | - | - | - | - | - | - | -- | - | - | - | -- | - | - | - | - | - | - | - | - | - | - | - | -- | ----- | ---- |
| 2013 | BMW  | Rit | 3 | 3 | 5 | Rit | 8 | 1 | 2 | 2 | 5 | 1 | 12 | 4 | 4 | 1 | AN | 9 | 9 | 2 | 3 | 2 | 4 | 4 | 3 | 5 | 7 | 2 | NP | 359   | 4º   |

| 2014 | Moto    |   |   |    |   |   |   |   |    |   |    |   |   |   |   |   |     |   |     |   |   |   |   |   |   |  |  |  |  | Punti | Pos. |
| ---- | ------- | - | - | -- | - | - | - | - | -- | - | -- | - | - | - | - | - | --- | - | --- | - | - | - | - | - | - |  |  |  |  | ----- | ---- |
| 2014 | Aprilia | 2 | 8 | 11 | 3 | 6 | 6 | 6 | 11 | 4 | 17 | 1 | 1 | 3 | 3 | 4 | Rit | 1 | Rit | 1 | 1 | 2 | 1 | 8 | 4 |  |  |  |  | 333   | 4º   |

| 2017 | Moto   |     |   |   |   |   |   |   |     |   |   |   |     |    |   |   |   |   |   |   |   |   |   |     |   |   |   |  |  | Punti | Pos. |
| ---- | ------ | --- | - | - | - | - | - | - | --- | - | - | - | --- | -- | - | - | - | - | - | - | - | - | - | --- | - | - | - |  |  | ----- | ---- |
| 2017 | Ducati | Rit | 3 | 4 | 3 | 2 | 3 | 3 | Rit | 3 | 5 | 4 | Rit | 15 | 1 | 4 | 4 | 4 | 3 | 3 | 3 | 2 | 5 | Rit | 2 | 3 | 6 |  |  | 327   | 4º   |

| 2018 | Moto   |   |   |   |   |   |   |   |   |   |     |    |    |   |    |   |     |   |   |   |   |   |   |   |   |   |    |  |  | Punti | Pos. |
| ---- | ------ | - | - | - | - | - | - | - | - | - | --- | -- | -- | - | -- | - | --- | - | - | - | - | - | - | - | - | - | -- |  |  | ----- | ---- |
| 2018 | Ducati | 1 | 1 | 8 | 7 | 4 | 3 | 6 | 7 | 3 | Rit | 22 | 11 | 2 | 15 | 5 | Rit | 7 | 3 | 2 | 3 | 6 | 5 | 2 | 3 | 5 | AN |  |  | 297   | 5º   |

| 2019 | Moto   |   |   |   |   |   |   |    |    |    |    |    |    |   |    |    |   |   |     |   |   |    |    |    |    |   |    |   |   |    |   |   |    |   |    |    |    |    |    |    |  |  |  | Punti | Pos. |
| ---- | ------ | - | - | - | - | - | - | -- | -- | -- | -- | -- | -- | - | -- | -- | - | - | --- | - | - | -- | -- | -- | -- | - | -- | - | - | -- | - | - | -- | - | -- | -- | -- | -- | -- | -- |  |  |  | ----- | ---- |
| 2019 | Yamaha | 3 | 6 | 6 | 6 | 6 | 6 | 12 | 11 | 11 | 12 | AN | 14 | 6 | 17 | AN | 3 | 3 | Rit | 6 | 6 | 16 | 14 | 10 | 10 | 9 | 16 | 9 | 9 | 13 | 8 | 8 | 12 | 6 | NP | 15 | 14 | 12 | 10 | 17 |  |  |  | 177   | 9º   |

| 2020 | Moto   |  |  |  |   |    |   |    |    |    |    |    |     |     |    |    |  |  |  |  |  |  |  |  |  |  |  |  |  |  |  |  |  |  |  |  |  |  |  |  |  |  |  | Punti | Pos. |
| ---- | ------ |  |  |  | - | -- | - | -- | -- | -- | -- | -- | --- | --- | -- | -- |  |  |  |  |  |  |  |  |  |  |  |  |  |  |  |  |  |  |  |  |  |  |  |  |  |  |  | ----- | ---- |
| 2020 | Ducati |  |  |  | 8 | 18 | 9 | 17 | 15 | 14 | 14 | 17 | Rit | Rit | 17 | 12 |  |  |  |  |  |  |  |  |  |  |  |  |  |  |  |  |  |  |  |  |  |  |  |  |  |  |  | 23    | 17º  |

| Legenda | 1º posto        | 2º posto            | 3º posto           | A punti      | Senza punti        | Grassetto – Pole position Corsivo – Giro più veloce |
| Legenda | Gara non valida | Non qual./Non part. | Ritirato/Non class | Squalificato | '-' Dato non disp. | Grassetto – Pole position Corsivo – Giro più veloce |

## Televisione
- L'isola dei famosi (Canale 5, 2022) - concorrente
- La talpa (Canale 5, 2024) - concorrente